# Tărnak
Tărnak (bulgariska: Търнак) är en by eller ett distrikt i Bulgarien.   Det ligger i kommunen Obsjtina Bjala Slatina och regionen Vratsa, i den nordvästra delen av landet, 100 km nordost om huvudstaden Sofia.